# Сітка видобувних свердловин
Сітка видобувних свердловин (рос. сетка скважин, англ. well pattern, well system; mining holes net, нім. Lochnetz n, Sondennetz n, Bohrlochnetz n) — розташування видобувних свердловин в плані. 

## Семиточкова сітка свердловин
Один з видів розміщення свердловин при площинному нагнітанні витісняючого аґента, коли нагнітальні свердловини розташовуються в кутах правильних трикутників, а видобувні — в їх центрах.

## Дотичні поняття
Середня щільність сітки (всіх) свердловин — відношення початкової площі нафтоносності об'єкта розробки до загальної кількості всіх пробурених (запроєктованих) в межах цієї площі видобувних і нагнітальних свердловин.
Сітка свердловин рівномірна — розташування свердловин основного фонду за трикутною або квадратною сіткою, рекомендованою для покладів, що підстилюються водою, склепінних нафтогазових покладів, за низької продуктивності покладів і т.п. 
Стягуючий ряд свердловин — ряд видобувних свердловин, звичайно центральний, який залишається в роботі після відключення свердловин усіх інших рядів для відпрацювання частини покладу, прилеглої до нього, і видобування залишкової нафти із заводненої зони експлуатаційного об'єкта (із «блока» при внутрішньоконтурному розрізанні). 